# Antun Lokošek
Antun Lokošek (Celje, 2 gennaio 1920 – Spalato, 24 dicembre 1994) è stato un calciatore e allenatore di calcio croato, di ruolo attaccante.

## Palmarès

### Giocatore
- Campionato croato: 2

Hajduk Spalato: 1945, 1946